# 全龍寺 (清瀬市)
全龍寺（ぜんりゅうじ）は、東京都清瀬市にある曹洞宗の寺、山号は安松山と号する。武蔵野三十三観音霊場の第六番番札所である。

## 歴史
当地の並木主水安松が開基となり、1596年（慶長元年）に建立した。開山には大門村（現 東久留米市）の浄牧院九世玉室應珍大和尚を迎えている。寺領15石を有した。1683年（貞享4年）と1880年（明治13年）に火災に遭い、寺宝などを焼失している。

## 文化財
一葉観音像
本堂左手の厨子の中に祀られた秘仏で、札所の本尊である。一葉観音は、開祖道元禅師にまつわる伝承もあり曹洞宗にとって重要な観音であるものの木像は珍しく、貴重な存在である。

## 交通
- 西武池袋線清瀬駅より徒歩15分。[3]